# بيت عبيد
بيت رعد هي إحدى القرى اللبنانية من قرى قضاء زغرتا في محافظة الشمال.